# Stawiszyn (gmina)
Stawiszyn (do 1954 gmina Zbiersk) – gmina miejsko-wiejska w Polsce położona w województwie wielkopolskim, w powiecie kaliskim. W latach 1975–1998 gmina administracyjnie należała do województwa kaliskiego.
Siedziba gminy to Stawiszyn.
Według danych z 31 grudnia 2024 gminę zamieszkiwało 6571 osób.

## Struktura powierzchni
W 2005 obszar gminy Stawiszyn wynosił 78,27 km² (ob. 78,2 km²), w tym:
- użytki rolne: 49,8 km²
  - grunty orne: 44,06 km²
  - sady: 0,41 km²
  - łąki: 4,72 km²
  - pastwiska: 0,61 km²
- lasy: 21,48 km²
- pozostałe grunty (w tym nieużytki): 6,99 km²

## Demografia

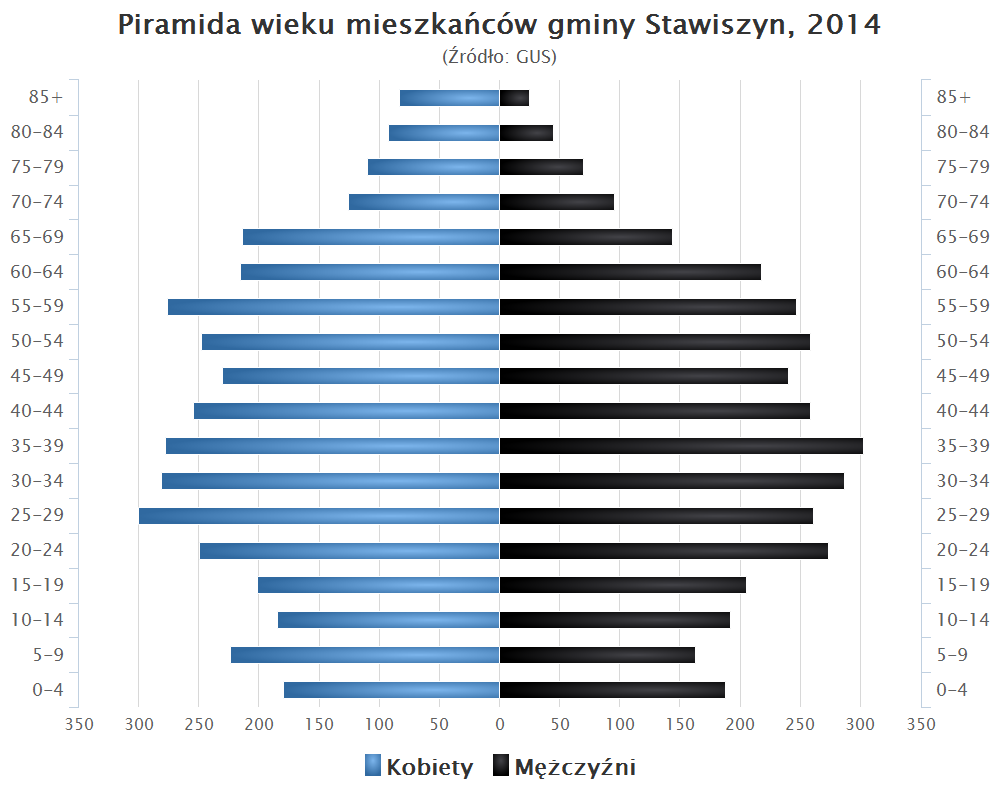
Piramida wieku mieszkańców gminy Stawiszyn w 2014 roku

Dane z 31 grudnia 2024:
| Opis                              | Ogółem | Ogółem | Kobiety | Kobiety | Mężczyźni | Mężczyźni |
| --------------------------------- | ------ | ------ | ------- | ------- | --------- | --------- |
| jednostka                         | osób   | %      | osób    | %       | osób      | %         |
| populacja                         | 6571   | 100    | 3345    | 50,9    | 3226      | 49,1      |
| gęstość zaludnienia (mieszk./km²) | 84     | 84     | 42,8    | 42,8    | 41,3      | 41,3      |

## Sołectwa
Długa Wieś Pierwsza, Długa Wieś Druga, Długa Wieś Trzecia, Nowy Kiączyn, Petryki, Piątek Mały, Piątek Mały-Kolonia, Piątek Wielki, Pólko-Ostrówek, Werginki, Wyrów, Zbiersk, Zbiersk-Cukrownia, Zbiersk-Kolonia.

## Pozostałe miejscowości
Łyczyn, Miedza, Stary Kiączyn, Złotniki Małe-Kolonia.

## Sąsiednie gminy
Blizanów, Grodziec, Mycielin, Rychwał, Żelazków